# Kadra Zapasowa Piechoty Sokółka
Kadra Zapasowa Piechoty Sokółka (KZP Sokółka) – pododdział piechoty Wojska Polskiego.
1 stycznia 1939 dotychczasowy Baon Zapasowy 6 Pułku Piechoty Legionów w Sokółce został przemianowany na Kadrę Zapasową Piechoty Sokółka, która została podporządkowana bezpośrednio dowódcy Okręgu Korpusu Nr III. Wprowadzona zmiana polegała jedynie na zmianie nazwy i przyjęciu nowej organizacji. Zadania mobilizacyjne z małymi wyjątkami, pozostały bez zmian.
Kadra dysponowała skromną obsadą pokojową (dwóch oficerów i kilku podoficerów). Dla formowanych przez siebie jednostek kadra musiała otrzymać zawiązki stanu czynnego. W marcu 1939 komendantem kadry był mjr piech. Jan Słomka, a jego zastępcą kpt. adm. (piech.) Felicjan Łappo.
KZP Sokółka była jednostką mobilizującą piechoty. Zgodnie z planem mobilizacyjnym „W” komendant kadry był odpowiedzialny za przygotowanie i przeprowadzenie mobilizacji jednostek wpisanych na jego tabelę mob.:

w mobilizacji alarmowej, w grupie jednostek oznaczonych kolorem żółtym:
- kompania asystencyjna nr 134,
- kompania asystencyjna nr 32,
- samodzielna kompania km i broni towarzyszących nr 34,

w II rzucie mobilizacji powszechnej:
- Ośrodek Zapasowy 1 Dywizji Piechoty Legionów[6][7].

Po zakończeniu mobilizacji kadra miała przejść do Ośrodka Zapasowego 1 Dywizji Piechoty i ulec likwidacji.